# Пінон біяцький
Пі́нон біяцький (Ducula geelvinkiana) — вид голубоподібних птахів родини голубових (Columbidae). Ендемік Індонезії. Раніше вважався підвидом смарагдового пінона, однак був визнаний окремим видом у 2021 році.

## Поширення і екологія
Біяцькі пінони мешкають на островах Схаутен (також відомих як острови Гілвінка) та на острові Міос-Нум, на північ від Нової Гвінеї. Вони живуть у вологих рівнинних тропічних лісах і в мангрових лісах. Живляться плодами.